# Liste de jeux ZX Spectrum
La liste de jeux ZX Spectrum répertorie les jeux commerciaux développés sur l'ordinateur personnel ZX Spectrum.
- Haut – A
- B
- C
- D
- E
- F
- G
- H
- I
- J
- K
- L
- M
- N
- O
- P
- Q
- R
- S
- T
- U
- V
- W
- X
- Y
- Z

## 0-9
- 10th Frame
- 100 km Race
- 1942
- 1943: The Battle of Midway
- 1984: The Game of Economic Survival
- 720°
- 750cc Grand Prix

## A
- Abadia del Crimen, La
- Academy
- Ace of Aces
- Acro Jet
- Action Fighter
- Ad Astra
- Addams Family, The
- Adventureland
- Adventures of Buckaroo Banzai, The: Across the Eighth Dimension
- Affaire Vera Cruz, L'
- Airborne Ranger
- After Burner
- After the War
- Alien
- Alien 8
- Alien Storm
- Alien Syndrome
- Aliens: The Computer Game (1986)
- Aliens: The Computer Game (1987)
- Altered Beast
- Amazing Spider-Man and Captain America in Dr. Doom's Revenge! - The
- AMC: Astro Marine Corps
- Ancient Battles
- Annals of Rome
- Ant Attack
- APB
- Arche du Captain Blood, L'
- Archon: The Light and the Dark
- Archon II: Adept
- Arcticfox
- Arkanoid
- Arkanoid: Revenge of Doh
- L'Armure sacrée d'Antiriad
- Arnhem: The Market-Garden Operation
- Astérix and the Magic Cauldron
- Athena
- Atic Atac
- Atlantis
- Austerlitz
- Automonopoli
- Avalon

## B
- B.C.'s Quest for Tires
- B.C. II: Grog's Revenge
- Back to the Future
- Back to the Future Part III
- Back to Skool
- Bad Dudes Vs. DragonNinja
- Badlands
- Ballblazer
- Barbarian
- Barbarian: The Ultimate Warrior
- Barbarian II: The Dungeon of Drax
- Bard's Tale, The: Tales of the Unknown
- Basket Master
- Batman (1986)
- Batman (1989)
- Batman: The Caped Crusader
- Battle 1917
- Battle Command
- The Battle For Midway
- Battle of Britain
- Battlecars
- Battlefield Germany
- Battlezone
- Batty
- Beach Volley
- Beamrider
- Beverly Hills Cop
- Bionic Commando
- Bismarck
- Black Tiger
- Blasteroids
- Bloodwych
- Bobsleigh
- Bomb Jack
- Bomberman
- Bonanza Bros.
- Boulder Dash
- Bounty Bob Strikes Back!
- Bravestarr
- Bruce Lee
- Bubble Bobble
- Buck Rogers: Planet of Zoom
- Budokan: The Martial Spirit
- Buggy Boy
- Bulge, The: Battle for Antwerp

## C
- Cabal
- California Games
- Captain America in: The Doom Tube of Dr. Megalomann
- Captain Fizz Meets the Blaster-Trons
- Captain Planet and the Planeteers
- Carnival
- Carrier Command
- Castle Master
- Cauldron
- Cauldron II : La Citrouille contre-attaque
- Championship Baseball
- Championship Sprint
- Chaos
- Chase H.Q.
- Chase H.Q. II: Special Criminal Investigation
- Chip's Challenge
- Chuckie Egg
- City Connection
- Cluedo
- Codename MAT
- Colour of Magic, The
- Colossal Adventure
- Columns
- Commando
- Computer Edition of Waddingtons Monopoly, The
- Confrontation
- Cookie
- Count, The
- Crack Down
- Crazy Cars
- Crazy Cars II
- Crystal Castles
- Cyberball
- Cycles, The: International Grand Prix Racing
- Cyclone

## D
- Daley Thompson's Decathlon
- Dan Dare: Pilot of the Future
- Dangereusement vôtre
- Days of Thunder
- Deactivators
- Death Star Interceptor
- Defender of the Crown
- Deflektor
- Desert Rats
- Deus Ex Machina
- Dick Tracy
- Dizzy: The Ultimate Cartoon Adventure
- Donkey Kong
- Doomdark's Revenge
- Double, The
- Double Dragon II: The Revenge
- Double Dragon 3: The Rosetta Stone
- Double Dragon
- Dracula
- Dragon Breed
- Dragon Spirit
- Dragon's Lair
- Dragon's Lair II: Escape from Singe's Castle
- Dragons of Flame
- Dragontorc
- Dukes of Hazzard, The
- Dynamite Dan II
- Dynasty Wars

## E
- Eidolon, The
- El Cid
- Elevator Action
- Elite
- Emlyn Hughes International Soccer
- Endurance
- Enduro
- Enduro Racer
- ESWAT: Cyber Police
- Eurêka!
- Everest Ascent
- Everyone's a Wally
- Exolon
- Express Raider
- Extreme

## F
- F-15 Strike Eagle
- F-16 Combat Pilot
- Fairlight
- Falklands '82
- Fantasy World Dizzy
- Fighter Pilot
- Fighting Soccer
- Final Fight
- Firelord
- Flying Shark
- Football Manager
- Forgotten Worlds
- Formula One
- Franck Bruno's Boxing
- Frankenstein
- Frogger

## G
- G-LOC: Air Battle
- Galaxian
- Galaxy Force II
- Gallipoli
- Game of Harmony, The
- Game Over
- Gauntlet
- Gauntlet II
- Gauntlet III: The Final Quest
- GBA Championship Basketball: Two-on-Two
- Ghost Hunters
- Ghostbusters
- Ghostbusters II
- Ghosts 'n Goblins
- Ghouls 'n Ghosts
- Golden Axe
- Great Courts
- Great Escape, The
- Great Giana Sisters, The
- Green Beret
- Gremlins 2: The New Batch
- Guerrilla War
- Gun.Smoke
- Gunfright
- Gunship

## H
- H.E.R.O.
- Hacker
- Hard Drivin'
- HardBall!
- Harrier Attack
- Head over Heels
- Heavy on the Magick
- Hercules
- Heroes of the Lance
- HeroQuest
- Highway Encounter
- Hobbit, The
- Hollywood Poker
- Hudson Hawk
- Hulk, The
- Hunt for Red October, The (1987)
- Hunt for Red October, The (1990)
- Hyper Dyne Side Arms
- Hyper Sports

## I
- Ikari Warriors
- Impossible Mission
- Impossible Mission 2
- Indiana Jones and the Temple of Doom
- Indiana Jones and the Last Crusade: The Action Game
- Intercepteur Cobalt
- International Karate
- International Karate +
- Iron Lord
- Iwo Jima

## J
- J. R. R. Tolkien's War in Middle Earth
- Jack the Nipper II: In Coconut Capers
- Jackal
- Jet Set Willy
- Jetpac
- Jetsons: The Computer Game
- John Elway's Quarterback
- Judge Dredd (1986)
- Judge Dredd (1990)

## K
- Karateka
- Kenny Dalglish Soccer Manager
- Kenny Dalglish Soccer Match
- Kentucky Racing
- Kick Off
- Klax
- Knight Lore
- Kokotoni Wilf
- Koronis Rift

## L
- Lancelot
- Laser Squad
- Last Duel: Inter Planet War 2012
- Last Ninja 2
- Led Storm
- Legend of Kage, The
- Legends of the Land, The
- Legions of Death
- Lemmings
- Little Computer People
- Little Puff in Dragonland
- Living Daylights, The
- Loco
- Lode Runner
- Loopz
- Lords of Chaos
- Lords of Midnight, The
- Lotus Esprit Turbo Challenge
- Lunar Jetman

## M
- Macadam Bumper
- Mach 3
- Manhattan Dealers
- Mandragore
- Manic Miner
- Manoir de Mortevielle, Le
- Manoir du Dr Genius, Le
- Marble Madness
- Marche à l'ombre
- Mario Bros.
- Match Day
- Match Day II
- Match Point
- Mercenary
- Mercs
- Metro-Cross
- Miami Vice
- Microprose Soccer
- Midnight Resistance
- MiG-29: Soviet Fighter
- Mindfighter
- Mindshadow
- Moon Cresta
- Moonlight Madness
- Movie
- Ms. Pac-Man
- Mushroom Mania
- Mystery Fun House
- Mystical
- Myth
- Myth: History in the Making

## N
- Napoleon at War
- NARC
- Narco Police
- Navy Seals
- Nebulus
- Nemesis
- Nemesis the Warlock
- Nether Earth
- NewZealand Story, The
- Nigel Mansell's Grand Prix
- Nigel Mansell's World Championship
- Night Gunner
- Night Hunter
- Night Shift
- Ninja Spirit
- Ninja Warriors, The
- North and South

## O
- Obliterator
- Operation Jupiter
- Operation Thunderbolt
- Operation Wolf
- Out Run
- Overlander
- Overlord

## P
- Pac-Land
- Pac-Man
- Pac-Mania
- Pang
- Paperboy
- Paperboy 2
- Parap Shock
- Paris-Dakar
- Pawn, The
- Pegasus Bridge
- Penetrator
- Pentagram
- Permis de tuer
- Peter Shilton's Handball Maradona
- PHM Pegasus
- Pipe Mania
- Pirate Adventure
- Pit-Fighter
- Pitfall II: Lost Caverns
- Platoon
- Plotting
- Pole Position
- Puffy's Saga
- Predator 2
- Prince of Persia
- Probotector
- Project Stealth Fighter
- Pssst
- Psycho Soldier
- Purple Saturn Day
- Puzznic

## Q
- Q's Armoury
- Quazatron

## R
- R-Type
- Raid over Moscow
- Rainbow Islands: The Story of Bubble Bobble 2
- Rambo: First Blood Part II
- Rampage
- Ranarama
- Rastan Saga
- Realm of Impossibility
- Rebelstar Raiders
- Rebelstar
- Rebelstar II: Alien Encounter
- Renegade
- Rescue on Fractalus!
- Rex
- Rick Dangerous
- River Raid
- Road Runner
- RoadBlasters
- Robin of the Wood
- Robocop
- RoboCop 2
- RoboCop 3
- Robotron: 2084[1]
- Rogue Trooper
- Rolling Thunder
- Rygar

## S
- S.T.U.N. Runner
- Saboteur
- Saboteur II
- Sabre Wulf
- Saint Dragon
- Salamander
- Samantha Fox Strip Poker
- Samurai Warrior: The Battles of Usagi Yojimbo
- Savage
- Savage Island
- Scramble Spirits
- Scuba Dive
- Secret Mission
- Seymour Goes to Hollywood
- Skool Daze
- Sentinel, The
- Shadow Dancer
- Shadow of the Beast
- Shadow Warriors
- Sherlock
- Sherlock Holmes: The Vatican Cameos
- Shinobi
- Silent Service
- Silicon Dreams
- SilkWorm
- SimCity
- Sir Fred
- Simpsons, The: Bart vs. the Space Mutants
- Skate or Die!
- Skateball
- Skool Daze
- Skyfox
- Sláine
- Slap Fight
- Smash TV
- Soft and Cuddly
- Soldier of Fortune
- Soldier of Light
- Solomon's Key
- Sonic Boom
- Sorcerer of Claymorgue Castle
- Sorcerer Lord
- Sorcery
- Space Crusade (jeu vidéo)
- Space Gun
- Space Harrier
- Space Harrier II
- Space Intruders
- Space Shuttle: A Journey into Space
- Spider-Man
- Spindizzy
- Spitfire '40
- Spy Hunter
- Spy vs. Spy
- Stalingrad
- Star Control
- Star Wars
- Star Wars: Droids
- Star Wars: The Empire Strikes Back
- Star Wars: Return of the Jedi
- Star Wars: Return of the Jedi - Death Star Battle
- Starglider
- Starquake
- Stonkers
- Stormlord
- Street Fighter
- Strider
- Strider II
- Striker
- Strontium Dog: The Killing
- Stunt Car Racer
- Summer Games
- Summer Games II
- Super Hang-On
- Super Monaco GP
- Super Off Road
- Super Robin Hood
- Super Space Invaders
- Super Sprint
- Superman: The Game
- Switchblade
- SWIV
- Swords and Sorcery
- Swords of Bane

## T
- T.N.K. III
- Tapper
- Target: Renegade
- Tau Ceti
- TechnoCop
- Teenage Mutant Hero Turtles
- Teenage Mutant Hero Turtles: The Coin-Op!
- Tempest
- Terminator 2: Judgment Day
- Terra Cresta
- Terrorpods
- Test Drive II: The Duel
- Tetris
- Thanatos
- Theatre Europe
- Thomas the Tank Engine and Friends
- Three Weeks in Paradise
- Thrust
- Thunder Blade
- Thunderbirds
- ThunderCats
- Tiger Road
- Times of Lore
- Tintin sur la Lune
- Tír na nÓg
- Tobruk
- Tomahawk
- Toobin'
- Total Eclipse
- Train, The: Escape to Normandy
- Transformers, The
- Tranz Am
- Trivial Pursuit: A New Beginning
- Trivial Pursuit: The Computer Game Genus Edition
- TT Racer
- Turbo Esprit
- Turbo OutRun
- Turrican
- Turrican II: The Final Fight
- TwinWorld: Land of Vision

## U
- U.N. Squadron
- Underwurlde
- Uridium

## V
- Victory Road
- Vigilante
- Vivre et laisser mourir
- Vulcan

## W
- War 70
- Waterloo
- Way of the Exploding Fist, The
- Werewolves of London
- Wheelie
- Where Time Stood Still
- Wild Streets
- Winter Games
- Wizball
- Wombles, The
- Wonder Boy in Monster Land
- World Championship Soccer
- World Class Leader Board
- World Games
- World Trophy Soccer

## X
- X-Out
- Xenon
- Xevious
- Xybots

## Y
- Yankee
- Yie Ar Kung-Fu
- Yie Ar Kung-Fu II

## Z
- Zarch
- Zaxxon
- Zenji
- Zig Zag
- Zipi y Zape
- Zoids
- Zombi
- Zulu War
- Zynaps

- Haut – A
- B
- C
- D
- E
- F
- G
- H
- I
- J
- K
- L
- M
- N
- O
- P
- Q
- R
- S
- T
- U
- V
- W
- X
- Y
- Z